# Federico Zeri

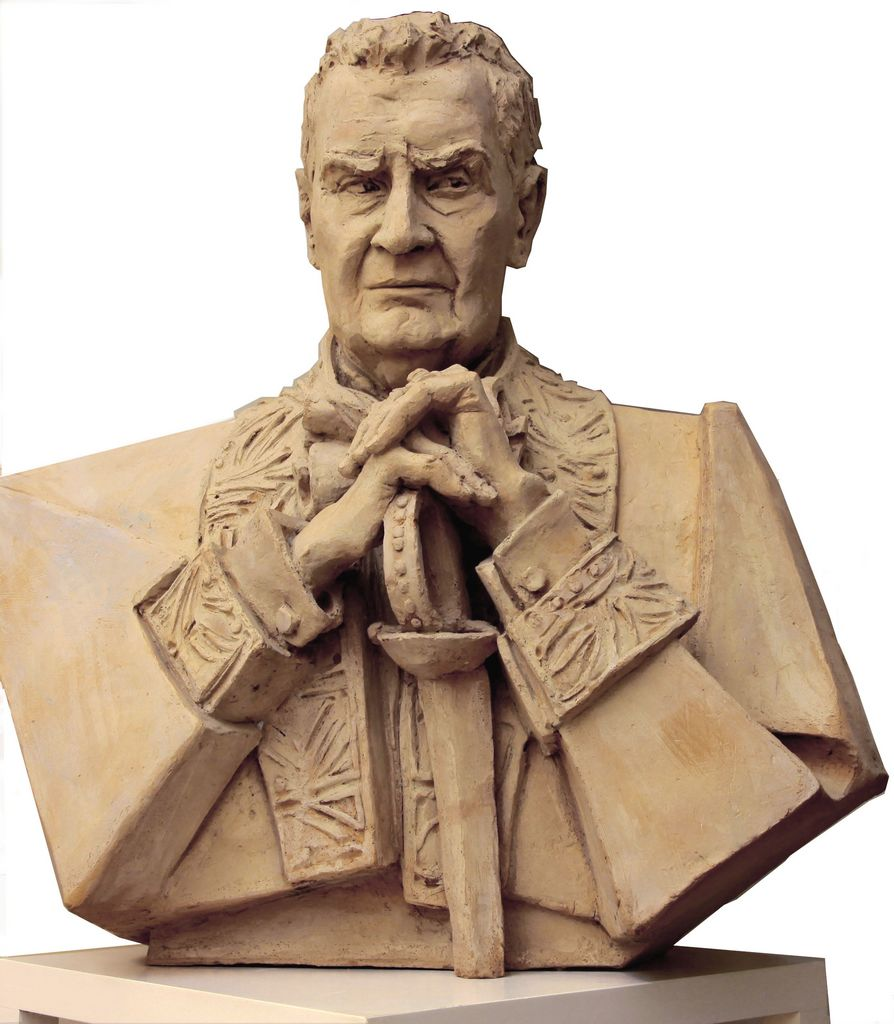
Federico Zeri. Terracotta-Büste von Stefania Massaccesi, 2000.

Federico Zeri (* 12. August 1921 in Rom; † 5. Oktober 1998 in Mentana) war ein italienischer Kunsthistoriker und -kritiker.

## Leben
Sein Vater Agenore Zeri war Dozent für Semiotik und medizinische Pathologie an der Universität Rom. Federico wurde in Rom bei den Jesuiten erzogen; sein Vater führte ihn zum Studium der Botanik und Chemie, ein Studium, das Zeri jr. aufgab, um Kunstgeschichte bei Professor Pietro Toesca zu studieren, bei dem er 1944 promoviert wurde.
Im Februar 1944 wurde er von den Faschisten verhaftet, nachdem eine Nachbarin ihn denunziert hatte, Freundschaften mit als antifaschistisch bekannten Personen zu unterhalten. Zum Tode verurteilt, kam er dank des Interesses eines Unbekannten frei, der von seinem Vater Agenore Jahre zuvor kostenlos behandelt worden war. Im Jahr 1946 wurde Zeri von der Belle Arti zum Inspektor der Beni Culturali ernannt; zwei Jahre später leitete er die Restaurierung der Galleria Spada in Rom. Ende der 1950er Jahre schied er aus der Verwaltung aus und begann eine Karriere als selbständiger Wissenschaftler und Privatgutachter.
Ab 1952 organisierte er als Berater des Grafen Vittorio Cini dessen Sammlungen auf der Burg von Monselice, die später teilweise in die Giorgio-Cini-Stiftung in Venedig integriert wurden. Im Auftrag der Prinzessin Elvina Pallavicini veröffentlichte er 1959 den Katalog der Gemälde der Galerie Pallavicini in Rom, der einzigen fürstlichen Sammlung in Rom, die nicht besichtigt werden kann. Im Jahr 1963 beauftragte ihn der Unternehmer Jean Paul Getty, die Getty Villa einzurichten. Federico Zeri trat nach der Ausführung der Aufgabe in den Verwaltungsrat des Museums ein und blieb dort bis 1983, als er aufgrund von Meinungsverschiedenheiten über den Kauf eines Kouros zurücktrat, den er für eine Fälschung hielt, was später bestätigt wurde.
Als Spezialist für italienische Malerei vom XII. bis zum 15. Jahrhundert wurde er in den 1960er Jahren vom Metropolitan Museum of Art in New York City und dem Walters Art Museum in Baltimore beauftragt, Kataloge italienischer Sammlungen zu verfassen. Im Jahr 1976 erschien der Gemäldekatalog von Baltimore, Anfang der 1980er Jahre folgten die Kataloge des Metropolitan über die Gemälde des Mittelalters und der frühen Renaissance.
Außerdem war er als Kunstkritiker tätig für die Tageszeitung La Stampa und in Fernsehsendungen.
Seine Sammlung und seine Villa in Mentana vermachte er der Universität Bologna, die 1999 eine Stiftung in seinem Namen gründete.